# 皮希纳
皮希纳（義大利語：Piscina），是意大利皮埃蒙特大区都靈廣域市的一个市镇。总面积10平方公里，人口3407人，人口密度340.7人/平方公里（2009年）。ISTAT代码为001195。

## 友好城市
- 阿根廷Suardi（西班牙语：Suardi (Argentina)） 2006年